# Řád rytířů z Montjoie

Kříž Řádu rytířů z Montjoie

Řád rytířů z Montjoie byl rytířským a vojenským středověkým řádem. Též byl zván "Řádem rytířů z Monte Gaudio" či "Řádem Trufac".
Tento řád byl založen mezi lety 1171 a 1180 a již r. 1221 byl sloučen s Calatravským řádem.
Řád byl založen hrabětem Rodrigem Álvareze de Sarriá ve Svaté zemi a jeho založení bylo potvrzeno papežem Alexandrem III r. 1180. Rodrigo byl původně členem řádu rytířů ze Santiaga, ale poté založil v Aškelonu řád rytířů z Montjoie. Hlavní sídlo měl řád v opevněném klášteře Panny Marie na kopci zvaném "Mont de joie", tj. "kopec radosti", neboť z něj poutníci poprvé na své cestě spatřili Jeruzalém.
Řád se spravoval cisterciáckou řeholí a jeho členové byli zejména Španělé. Jeho symbolem byl červeno-bílý kříž. Rytíři nosili bílé tuniky se symbolem řádu na hrudi. Nikdy neměl mnoho členů, protože většina Španělů dávala přednost boji proti nevěřícím ve vlastní zemi.
Jeho prvotním úkolem byla obrana čtyř věží v Aškelonu. Řada jeho rytířů bojovala v nešťastné bitvě u Hattinu r. 1187, kde byli na hlavu poraženi a jejich zbytek se musel zachránit útěkem do Aragonie. Spory o velmistrovství v r. 1196 vedly k tomu,že Kastilii vznikl nový Řád Monfragüe a aragonská část řádu byla sloučena s templáři. Král Ferdinand r. 1221 včlenil Řád Monfragüe do řádu Calatravských rytířů a po zrušení templářů byl z aragonské části vytvořen Řád rytířů z Montesy.